# BTR-90
Le BTR-90 est un véhicule de transport de troupes russe à roues, de la famille des BTR, dont le premier prototype est construit en 1994 et produit à une dizaine d'exemplaires entre 2004 et 2010.

## Caractéristiques
Il peut emporter 7 fantassins et possède une capacité amphibie. Sa tourelle est identique à celle du BMP-2. Son armement varié (canon, missiles anti-char, lance-grenades) lui procure une grande puissance de feu. il peut être armé de balles antichar, d'une mitrailleuse coaxiale PKTM 7,62 mm ainsi que des roquettes Zuni ou des missiles filoguidés TOW.

## Historique
En octobre 2011, le ministère russe de la Défense indique son refus d'équiper les Forces armées de la fédération de Russie de BTR-90 avant 2020 et a renoncé à l'exportation de ce dernier. Le Boomerang lui a été préféré.
Ils sont alors stockés dans un hangar du 38e Institut de recherche scientifique du ministère de la Défense russe, situé à Koubinka, à 80 kilomètres à l'ouest de Moscou.
En octobre 2023, un exemplaire est filmé en action lors de l'invasion de l'Ukraine par la Russie. Un véhicule est abandonné par l'armée russe début décembre 2023 à Krasnohorivka.

### Variantes
- BTR-90M
- BTR-90 Nona-SVK
- BTR-90 Krymsk

### BTR-90 Krymsk
Le BTR-90 Krymsk est dévoilé le 30 juillet 2013. Il s'agit d'un véhicule blindé de transport de troupes silencieux à propulsion hybride doté de capacités sans pilote (UGV). Il utilise un moteur électrique à batterie en fonctionnement à proximité de la cible, tout en conservant son diesel pour la croisière. Les tests ont montré qu'il est capable d'atteindre 97 km/h. Il utilise une station d'armement à distance et l'agence a annoncé qu'une arme laser ou électromagnétique était en cours de développement,.

## Galerie d'images

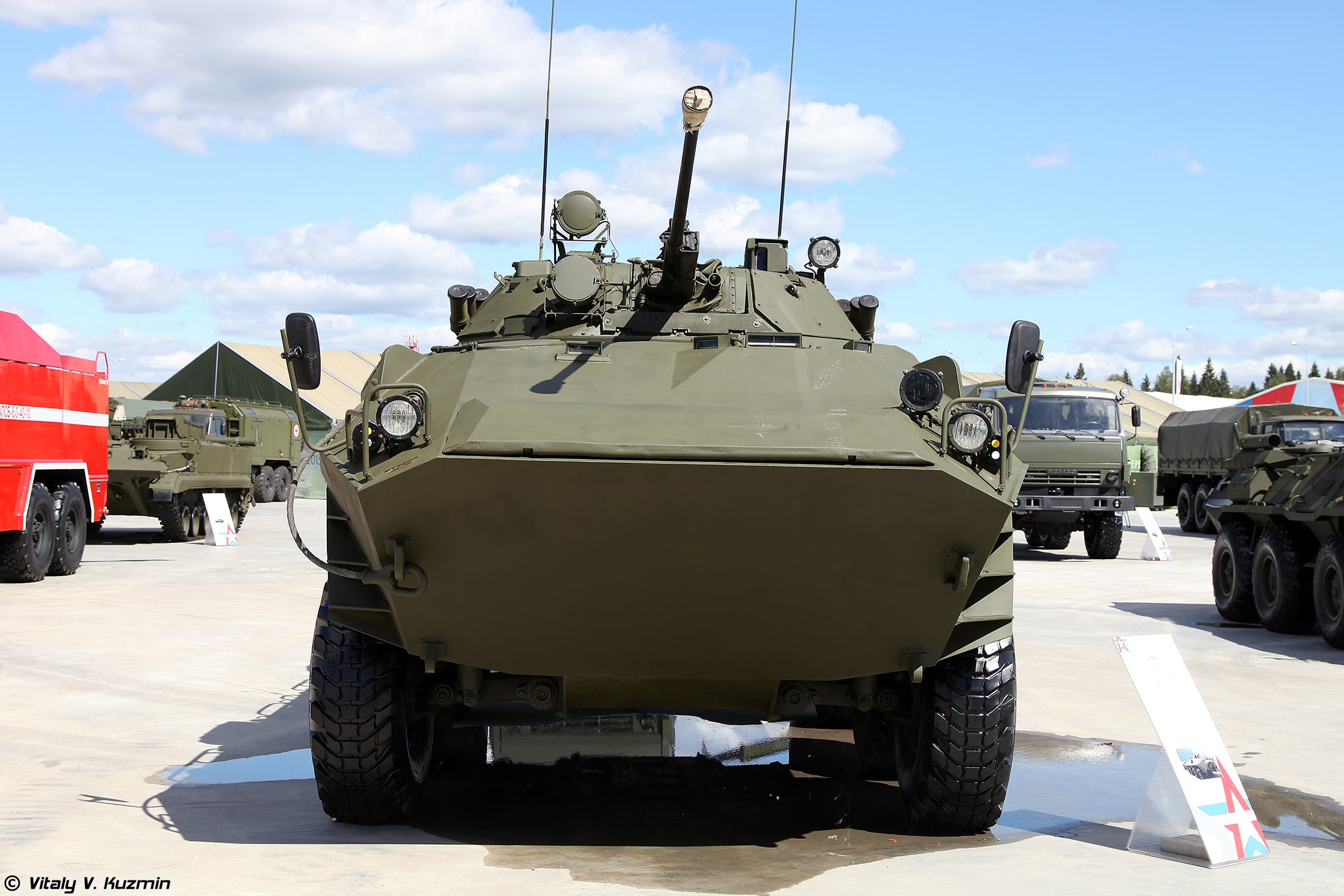
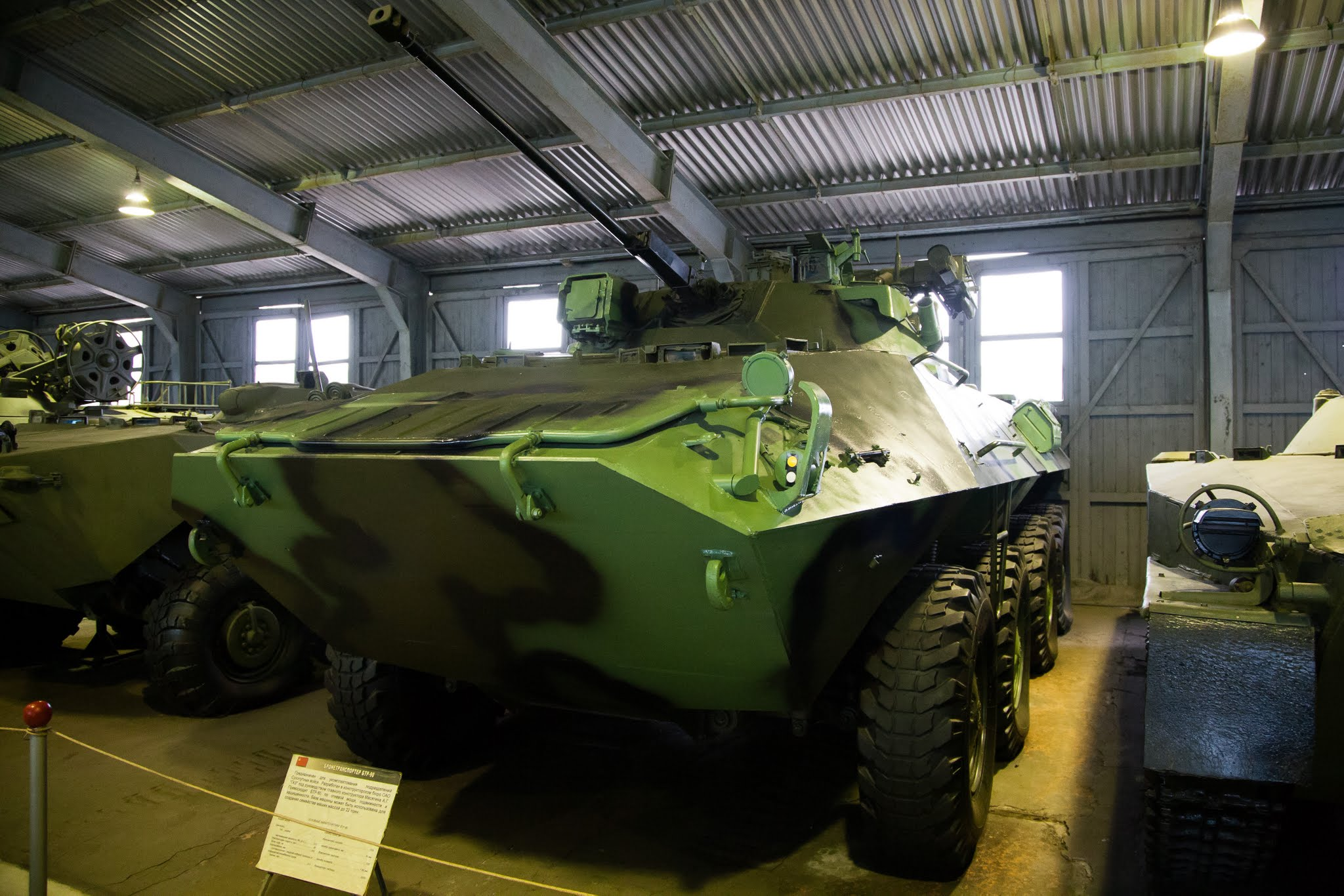
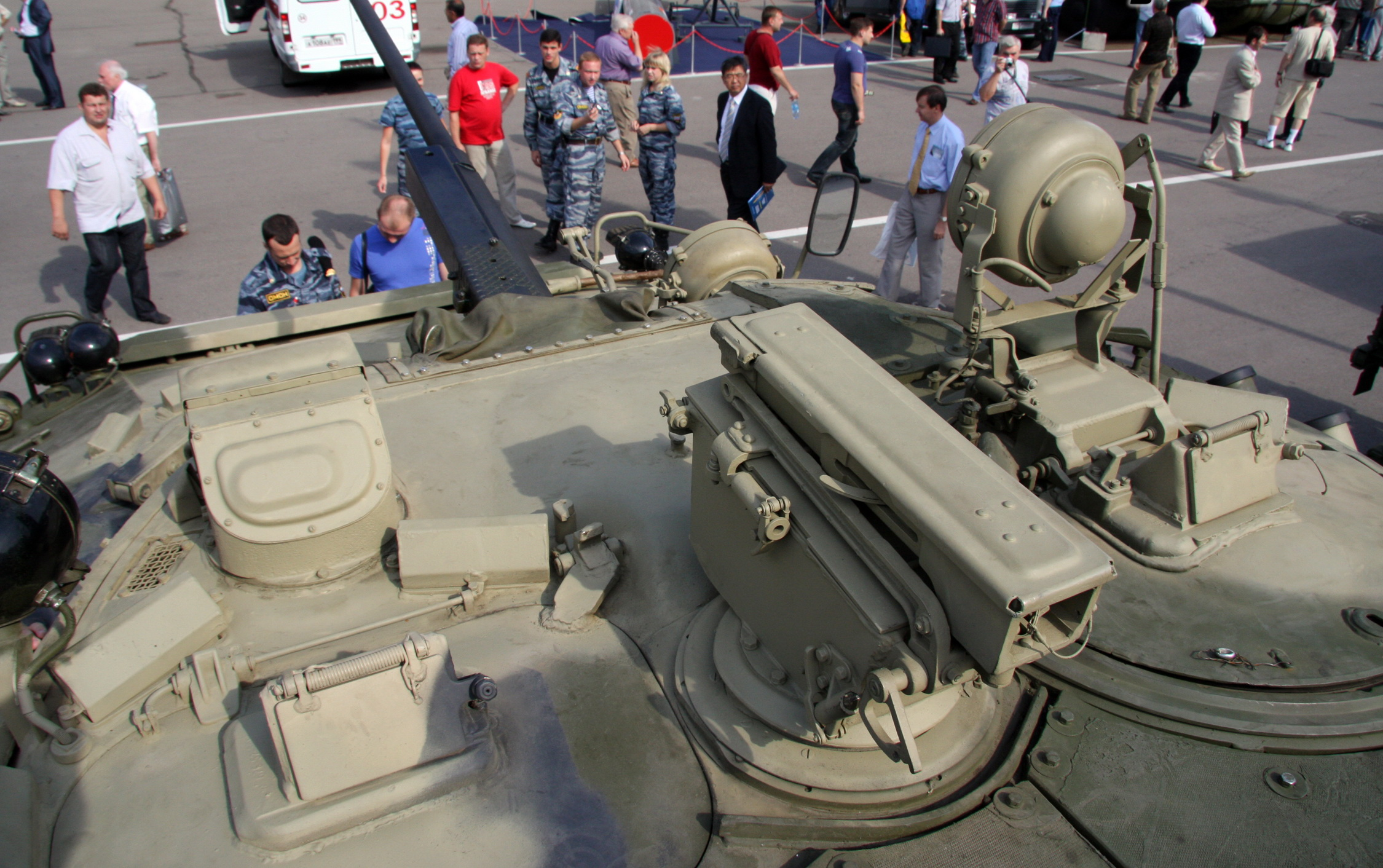
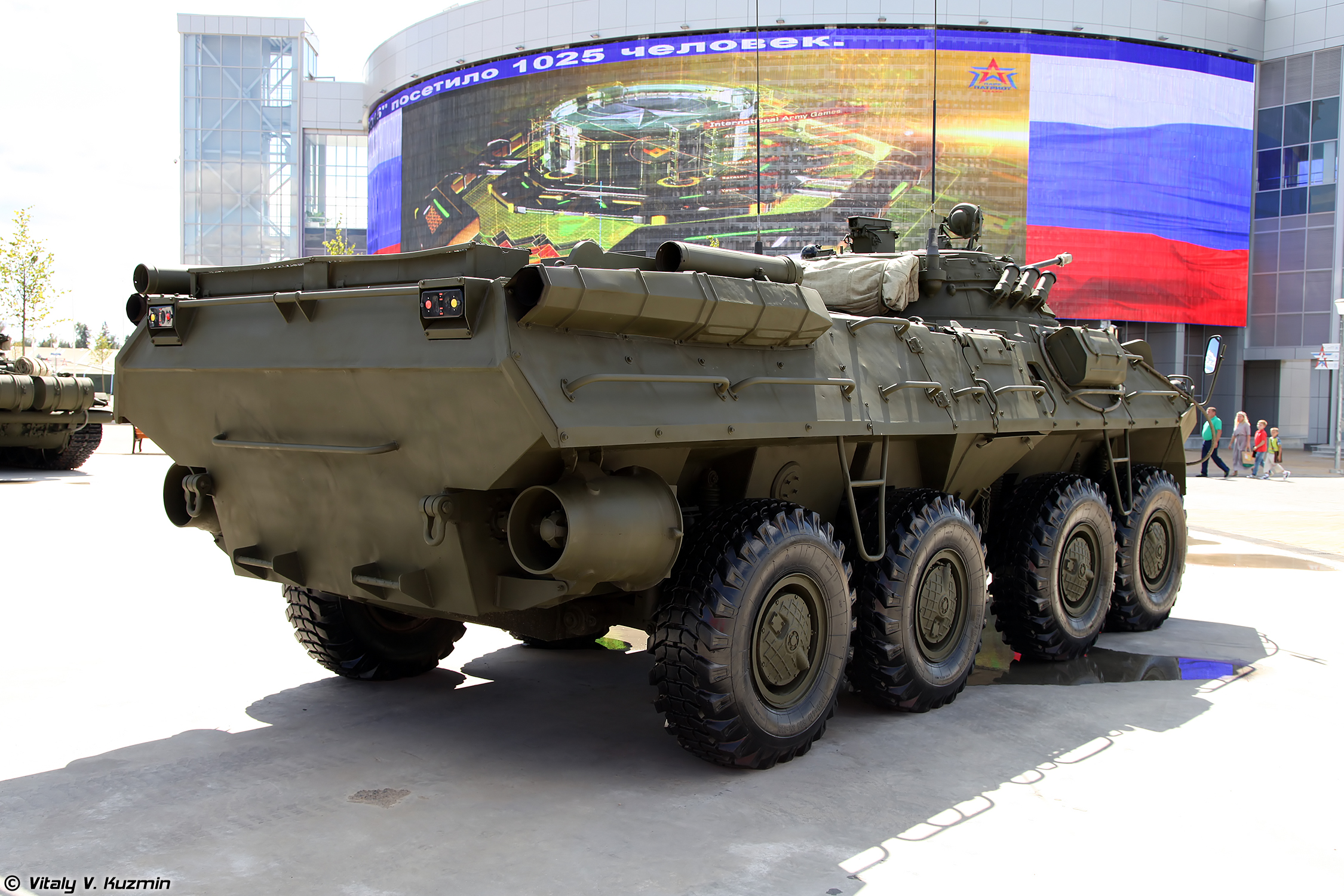